# Светско првенство у атлетици на отвореном 1987 — бацање кугле за жене
Такмичење у бацању кугле у женској конкуренцији на 2. Светском првенству у атлетици на отвореном 1987. одржано је 4. и 5. септембра на Олимпијском стадиону Олимпико у Риму, Италија.
Титулу светске првакиње из Светском првенству 1983. у Хелсинкију бранила је Хелена Фибингерова из Чехословачке.

## Земље учеснице
Учествовало је 20 такмичарки из 12 земаља. У квалификацијама су биле подељене у две групе.
1. Бугарска (1)
2. Западна Немачка (3)
3. Источна Немачка (3)
4. Канада (1)
5. Кина (2)
6. Румунија (1)
7. САД (2)
8. Совјетски Савез (2)
9. Уједињено Краљевство (1)
10. Финска (1)
11. Хаити (1)
12. Чехословачка (2)

## Освајачи медаља
| Освајачи медаља   |                 |                 |  |  |  |  |
|                   |                 |                 |  |  |  |  |
|                   |                 |                 |  |  |  |  |
|                   |                 |                 |  |  |  |  |
| Наталија Лисовска | Катрин Најмке   | Инес Милер      |  |  |  |  |
| Совјетски Савез   | Источна Немачка | Источна Немачка |  |  |  |  |

## Рекорди
| Рекорди пре почетка Светског првенства 1987.   | Рекорди пре почетка Светског првенства 1987. | Рекорди пре почетка Светског првенства 1987. | Рекорди пре почетка Светског првенства 1987. | Рекорди пре почетка Светског првенства 1987. | Рекорди пре почетка Светског првенства 1987. |
| ---------------------------------------------- | -------------------------------------------- | -------------------------------------------- | -------------------------------------------- | -------------------------------------------- | -------------------------------------------- |
| Светски рекорд                                 | Наталија Лисовска                            | Совјетски Савез                              | 22,63                                        | 7. јун 1987.                                 |                                              |
| Рекорд светских првенстава                     | Хелена Фибингерова                           | Чехословачка                                 | 21,05                                        | Хелсинки, Финска                             | 12. август 1983.                             |
| Најбољи резултат сезоне                        | Наталија Лисовска                            | Совјетски Савез                              | 22,63                                        | Москва, СССР                                 | 7. јун 1987.                                 |
| Афрички рекорд'                                |                                              |                                              |                                              |                                              |                                              |
| Азијски рекорд                                 |                                              |                                              |                                              |                                              |                                              |
| Европски рекорд                                | Наталија Лисовска                            | Совјетски Савез                              | 22,63                                        | Москва, СССР                                 | 7. јун 1987.                                 |
| Североамерички рекорд                          | Марија Елена Сариа                           | Куба                                         | 20,61                                        | Хавана, Куба                                 | 22. јул 1982.                                |
| Јужноамерички рекорд                           |                                              |                                              |                                              |                                              |                                              |
| Океанијски рекорд                              | Гаел Мартин                                  | Аустралија                                   | 19,74                                        | Беркли, САД                                  | 14. јул 1984.                                |
| Рекорди постигнути на Светском првенству 1987. |                                              |                                              |                                              |                                              |                                              |
| Рекорд светских првенстава                     | Наталија Лисовска                            | Совјетски Савез                              | 21,24                                        | Рим, Италија                                 | 5. септембар 1987.                           |

### Најбољи резултати у 1987. години
Десет најбољих атлетичарки године у бацању кугле пре почетка првенства (28. августа 1987), имале су следећи пласман.
| 1.  | Наталија Лисовска       | Совјетски Савез | 22,63 | 7. јун     |
| 2.  | Клаудија Лош            | Западна Немачка | 22,19 | 23. август |
| 3.  | Наталија Ахрименко      | Совјетски Савез | 21,34 | 22. мај    |
| 4.  | Инес Милер              | Источна Немачка | 21,20 | 21. јун    |
| 5.  | Хајке Хартвиг           | Источна Немачка | 21,11 | 21. август |
| 6.  | Лариса Пелешенко        | Совјетски Савез | 20,99 | 13. мај    |
| 7.  | Светла Миткова-Синирташ | Бугарска        | 20,91 | 25. мај    |
| 8.  | Хелена Фибингерова      | Чехословачка    | 20,83 | 12. јун    |
| 9.  | Катрин Најмке           | Источна Немачка | 20,81 | 23. август |
| 10. | Грит Хамер              | Источна Немачка | 20,72 | 11. јун    |

Такмичарке чија су имена подебљана учествују на СП 1987.

## Сатница
| Датум              | Време | Коло          |
| ------------------ | ----- | ------------- |
| 4. септембар 1987. | ??:?? | Квалификације |
| 5. септембар 1987. | 18:00 | Финале        |

## Резултати

### Квалификације
Такмичење је одржано 4. септембра 1987. године. Такмичарке су биле подељене у две групе. Квалификациона норма за пласман у финале износила је 19,00 метара (КВ), коју су испуниле 14 такмичарки.,,
| Поз. | Група | Атлетичарка             | Земља                | ЛР     | ЛРС    | #1 | #2 | #3 | Резултат | Нап.   |
| ---- | ----- | ----------------------- | -------------------- | ------ | ------ | -- | -- | -- | -------- | ------ |
| 1.   | Б     | Хелена Фибингерова      | Чехословачка         | 22,50д |        |    |    |    | 20,40    | КВ     |
| 2.   | А     | Катрин Најмке           | Источна Немачка      | 20,81  | 20,81  |    |    |    | 20,26    | КВ     |
| 3.   | Б     | Инес Милер              | Источна Немачка      | 21,26д |        |    |    |    | 19,96    | КВ     |
| 4.   | А     | Клаудија Лош            | Западна Немачка      | 22,19  | 22,19  |    |    |    | 19,73    | КВ     |
| 5.   | Б     | Штефани Шторп           | Немачка              | 19,90  | 19,90  |    |    |    | 19,64    | КВ     |
| 6.   | А     | Ли Мејсу                | Кина                 | 17,67д |        |    |    |    | 19,47    | КВ     |
| 7.   | А     | Хајке Хартвиг           | Источна Немачка      | 20,75д | 20,75д |    |    |    | 19,35    | КВ     |
| 8.   | Б     | Михаела Логин           | Кина                 | 21,00  | 20,57д |    |    |    | 19,27    | КВ     |
| 9.   | А     | Наталија Лисовска       | Совјетски Савез      | 22,63  | 22,63  |    |    |    | 19,22    | КВ     |
| 10.  | Б     | Наталија Ахрименко      | Совјетски Савез      | 21,26д | 21,26д |    |    |    | 19,21    | КВ     |
| 11.  | Б     | Хуанг Џихунг            | Кина                 |        |        |    |    |    | 19,18    | КВ, ЛР |
| 12.  | А     | Соња Вашичкова          | Чехословачка         |        |        |    |    |    | 19,09    | КВ, ЛР |
| 13.  | А     | Ирис Плоцицка           | Западна Немачка      | 17,97д | 17,97д |    |    |    | 19,08    | КВ, ЛР |
| 14.  | Б     | Светла Миткова-Синирташ | Бугарска             | 20,91  | 20,91  |    |    |    | 19,07    | КВ     |
| 15.  | А     | Џудит Оукес             | Уједињено Краљевство | 17,85д | 17,85д |    |    |    | 18,43    |        |
| 16.  | А     | Рамона Пагел            | САД                  | 19,83д | 19,83д |    |    |    | 18,12    |        |
| 17.  | А     | Аста Хови-Оваска        | Финска               | 17,84д |        |    |    |    | 17,89    |        |
| 18.  | Б     | Бони Дасе               | САД                  | 17,96  | 17,96  |    |    |    | 17,68    |        |
| 19.  | Б     | Дебора Сејнт-Ферд       | Хаити                | 16,28д | 16,28д |    |    |    | 16,54    |        |
| 20.  | Б     | Мелоди Торколаки        | Канада               |        |        |    |    |    | 15,98    |        |

Подебљани лични рекорди су и национални рекорди земље коју такмичарка представља

### Финале
Такмичење је одржано 5. септембра 1987. године у 18:00.,,
| Поз. | Атлетичарка             | Држава          | #1    | #2    | #3    | #4    | #5    | #6    | Резултат | Нап. |
| ---- | ----------------------- | --------------- | ----- | ----- | ----- | ----- | ----- | ----- | -------- | ---- |
|      | Наталија Лисовска       | Совјетски Савез | 20,89 | 20,22 | 21,16 | 20,93 | 21,24 | 20,80 | 21,24    | РСП  |
|      | Катрин Најмке           | Источна Немачка | 20,32 | 21,21 | 20,12 | 20,53 | 20,59 | x     | 21,21    | ЛР   |
|      | Инес Милер              | Источна Немачка | 20,76 | 20,11 | 20,05 | x     | 19,96 | 20,20 | 20,76    | ЛР   |
| 4.   | Клаудија Лош            | Западна Немачка | 20,05 | 20,73 | x     | 19,88 | 20,33 | 20,61 | 20,73    |      |
| 5.   | Наталија Ахрименко      | Совјетски Савез | 20,20 | 19,68 | 20,53 | 20,09 | x     | 20,68 | 20,68    |      |
| 6.   | Хајке Хартвиг           | Источна Немачка | 19,79 | 19,97 | 19,84 | 20,63 | x     | 20,25 | 20,63    |      |
| 7.   | Ли Мејсу                | Кина            | 19,95 | 20,00 | 20,09 | 18,74 | 20,43 | 19,98 | 20,43    | ЛР   |
| 8.   | Хелена Фибингерова      | Чехословачка    | 19,97 | x     | 19,51 | 20,05 | 20,15 | 20,29 | 20,29    |      |
| 9.   | Светла Миткова-Синирташ | Бугарска        |       |       |       |       |       |       | 19,37    |      |
| 10.  | Штефани Шторп           | Западна Немачка |       |       |       |       |       |       | 19,36    |      |
| 11.  | Хуанг Џихунг            | Кина            |       |       |       |       |       |       | 19,35    | ЛР   |
| 12.  | Ирис Плоцицка           | Западна Немачка |       |       |       |       |       |       | 19,19    |      |
| 13.  | Соња Вашичкова          | Чехословачка    |       |       |       |       |       |       | 18,71    |      |
|      | Михаела Логин           | Румунија        |       |       |       |       |       |       | НС       |      |

## Укупан биланс медаља у бацању кугле за  жене на отвореном после 2. Светског првенства 1983—1987.
|    | Земља           |   |   |   |   |
| -- | --------------- | - | - | - | - |
| 1. | Совјетски Савез | 1 | 0 | 0 | 1 |
| 1. | Чехословачка    | 1 | 0 | 0 | 1 |
| 3. | Источна Немачка | 0 | 2 | 2 | 4 |
|    | Укупно {3}      | 2 | 2 | 2 | 6 |

|                                        | Атлетичарка                            | Земља                                  |                                        |                                        |                                        |                                        |
| Није било вишеструких освајача медаља. | Није било вишеструких освајача медаља. | Није било вишеструких освајача медаља. | Није било вишеструких освајача медаља. | Није било вишеструких освајача медаља. | Није било вишеструких освајача медаља. | Није било вишеструких освајача медаља. |
| -------------------------------------- | -------------------------------------- | -------------------------------------- | -------------------------------------- | -------------------------------------- | -------------------------------------- | -------------------------------------- |